# 科林·戴维斯
科林·雷克斯·戴维斯爵士，CH，CBE（Sir Colin Rex Davis，1927年9月25日—2013年4月14日），英国指挥家。

## 生平

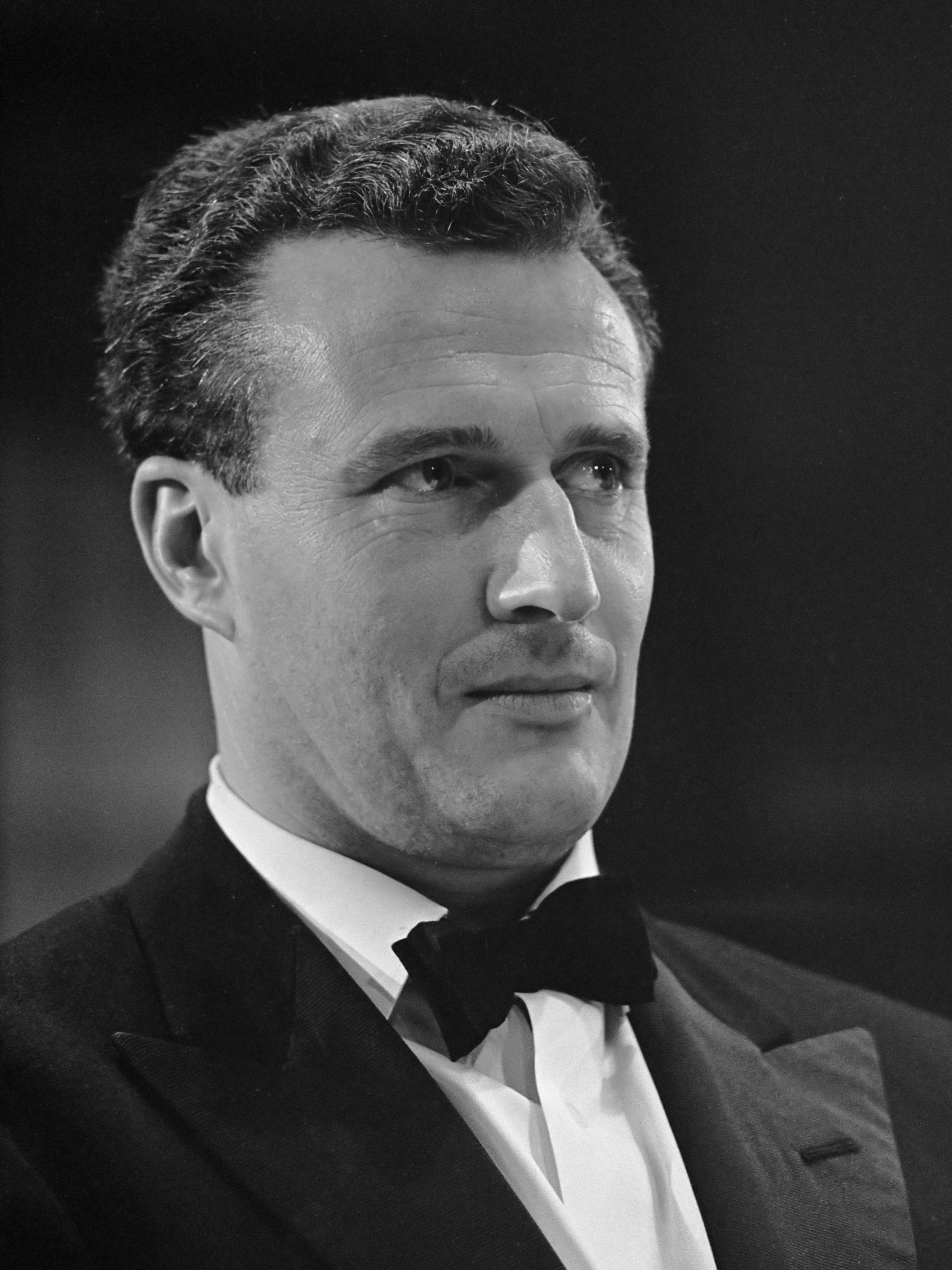
1967年的科林·戴维斯

科林·戴维斯起初在伦敦学习单簧管。1983年到1992年他指挥巴伐利亚广播交响乐团。1983年，他获得卡尔·阿玛丢斯·哈特曼奖牌。自1995年他是伦敦交响乐团的首席指挥。另外他也是德累斯顿国立乐团的荣誉指挥。 
2013年4月14日，戴維斯於倫敦因病逝世。

## 作品
戴维斯擅长指挥的是白遼士和西贝柳斯的作品。